# Golpe de Estado de 28 de Maio de 1926
O golpe de Estado de 28 de Maio de 1926, Revolução de 28 de Maio de 1926, ou Movimento de 28 de Maio de 1926, também conhecido pelos seus executores por Revolução Nacional, foi um golpe de Estado protagonizado por militares e civis antiliberais que resultou na queda da Primeira República Portuguesa e na instauração da Segunda República Portuguesa, e por fim transformada, após a aprovação da Constituição de 1933, em Estado Novo, regime que se manteve no poder em Portugal até à Revolução dos Cravos de 25 de Abril de 1974. A revolução começou em Braga, comandada pelo general Gomes da Costa, sendo seguida de imediato em outras cidades como Porto, Lisboa, Évora, Coimbra e Santarém. Consumado o triunfo do movimento, a 6 de Junho de 1926, na Avenida da Liberdade, em Lisboa, Gomes da Costa desfila à frente de 13 mil homens, sendo aclamado pelo povo da capital.

## Os antecedentes
Implantada a 5 de Outubro de 1910, a Primeira República Portuguesa cedo deu sinais de instabilidade e de progressiva degradação das suas instituições. Para além das aventuras sidonistas, eram constantes os rumores e as ameaças de golpe.
Nos primeiros anos da década de 1920, terminada a Grande Guerra, a instabilidade cresceu: para além dos governos se sucederem a um ritmo alucinante (foram 23 os ministérios entre 1920 e 1926), os atentados bombistas e a forte actividade anarco-sindicalista criavam no país um clima pré-insurreccional que fazia adivinhar um fim próximo para o regime.
O princípio desse fim anunciado ocorreu a 19 de Outubro de 1921, apenas 11 anos após a implantação da República, quando, na sequência da demissão do governo presidido por Liberato Pinto, o protector da Guarda Nacional Republicana, então a guarda pretoriana do regime, e a sua posterior condenação a um ano de detenção (confirmada a 10 de Setembro de 1921 pelo Conselho Superior de Disciplina do Exército), um conjunto de militares ligados àquela força policial, a que se juntaram militares do Exército e da Armada, se sublevou.
A sublevação desembocou na chamada Noite Sangrenta, o assassinato por um grupo de marinheiros e arsenalistas sublevados de algumas das principais figuras da República. O coronel Manuel Maria Coelho era o chefe da sublevação. Acompanhavam-no Camilo de Oliveira e Cortês dos Santos, oficiais da Guarda Nacional Republicana, e o capitão-de-fragata Procópio de Freitas. Sem possibilidade de resistência, o governo presidido por António Granjo apresentou a sua demissão a António José de Almeida, tendo Granjo procurado refúgio em casa de Francisco Cunha Leal, o líder da ala esquerda do republicanismo e próximo da liderança do movimento revolucionário. Descoberto, foi levado ao Arsenal da Marinha, o centro revolucionário, e abatido a tiro. O mesmo aconteceu a diversas outras figuras gradas da política republicana, incluindo o almirante Machado Santos, o comandante José Carlos da Maia e o coronel Botelho de Vasconcelos, todos raptados por uma camioneta fantasma que percorreu Lisboa naquela noite.
A somar aos efeitos políticos e sociais da Noite Sangrenta, ao longo dos anos de 1924 e 1925 a crise agudiza-se, com um crescendo do sentimento de insegurança e da instabilidade política. Os atentados bombistas sucedem-se, com ataques que por vezes são semanais. A carestia de vida, afectando essencialmente o operariado, fortemente mobilizado pelas correntes anarco-sindicalistas, provoca manifestações, como a de 22 de Fevereiro de 1924, que frequentemente descambam em violência e confrontos, como os ocorridos nos Olivais, Lisboa, a 28 de Maio daquele ano.
Entre os militares vive-se um crescendo de sublevações e de indisciplina. Bem exemplificativo deste ambiente é a revolta da aviação: os militares aviadores aquartelados na Amadora sublevam-se na noite de 3 para 4 de Junho de 1924, depois da demissão do respectivo comandante. São cercados por tropas de Queluz, mas só no dia 7 aceitam render-se, graças à acção do general Bernardo Faria que entra no campo, desarmado e acompanhado por oficiais de várias unidades militares.
Logo a 14 de Julho registam-se confrontos entre militares, envolvendo o Exército e a Guarda Nacional Republicana, a que não estão alheias movimentações anarco-sindicalistas e de tendência fascista, anunciando o jornal A Época, a 13 de Agosto de 1924, nova tentativa golpista, desta vez um assalto ao forte da Ameixoeira que teria sido preparada por um comité integrado por João Lopes da Silva Martins Júnior, que desejava como chefe Gomes da Costa. Insinuava-se então que o golpe visava pôr o partido radical no poder e que o futuro ministro do trabalho seria José Carlos Rates, secretário-geral do Partido Comunista Português. A 28 de Agosto de 1924 é abortada nova sublevação, desta feita no castelo de São Jorge, onde são presos oito comunistas e um radical.
Os tumultos prosseguem um pouco por todas as zonas urbanas onde existisse operariado, aparecendo constantemente novas organizações e uma crescente violência.

### A revolta de 18 de Abril de 1925
Considerado o primeiro ensaio do 28 de Maio de 1926, depois de boatos de uma tentativa de revolta monárquica a 5 de Março, no dia 18 de Abril de 1925, dá-se nova revolta militar, desta feita de grande magnitude e envolvendo, pela primeira vez desde 1870, oficiais generais no activo.
A revolta, que teve o apoio da Cruzada Nun’Álvares, era de carácter nacionalista e assumiu claras semelhanças com o golpe de Primo de Rivera em Espanha. Envolveu pelo menos 61 oficiais, tendo, entre os líderes militares Sinel de Cordes, Gomes da Costa, Raul Augusto Esteves e Alfredo Augusto Freire de Andrade, e, entre os conspiradores civis, Antero de Figueiredo, Carlos Malheiro Dias, José Adriano Pequito Rebelo e Martinho Nobre de Melo.
Seguindo um plano operacional que já se podia considerar clássico, pelas 17 horas do dia 18 de Abril, os revoltosos ocupam a Rotunda, com o batalhão de metralhadoras, o batalhão de sapadores de caminhos-de-ferro e a artilharia de Queluz. No dia seguinte Sinel de Cordes vai ao Quartel do Carmo tentar a conciliação. Entretanto os jornais O Século e o Diário de Notícias são suspensos e Cunha Leal, que não teria qualquer ligação com o episódio, é preso. Para o jugular do golpe teve especial destaque a acção do Ministro da Marinha, o almirante Pereira da Silva. Dominado o golpe e, pelo menos momentaneamente, restaurada a legitimidade democrática, a 21 de Abril é exonerado o Ministro da Guerra Ernesto Maria Vieira da Rocha, que defendera que se parlamentasse com os revoltosos.
A partir deste momento a situação precipita-se e logo a 19 de Julho dá-se nova revolta, desta vez tendo à frente o comandante José Mendes Cabeçadas e Jaime Baptista. É decretado o estado de sítio, mas Jaime Baptista, que estava detido no Forte de São Julião da Barra, consegue evadir-se e assalta o Forte do Bom Sucesso, enquanto Mendes Cabeçadas revoltava o cruzador Vasco da Gama. A muito custo a revolta é dominada por forças fiéis ao governo, comandadas por Agatão Lança, resultando um único ferido em combate (o capitão Armando Pinto Correia), sendo os implicados presos e julgados, mas rapidamente libertados e reintegrados, tal era a falta de autoridade das instituições da República.

### Os momentos finais da Primeira República
Ainda decorriam as investigações e julgamentos das tentativas anteriores e já ocorriam novas ondas de boatos e movimentações. Era claro que Gomes da Costa e Mendes Cabeçadas não desistiam e um golpe vencedor estava para breve. Com a generalidade dos militares, e a maior parte da classe política, inconformados com a situação política de descrédito e ruína nacional, conspirava-se febrilmente, com Gomes da Costa aliciando altas patentes do Exército para aquilo que considerava a necessária arrancada patriótica que restaurasse o orgulho nacional.
Quando António Maria da Silva, a 18 de Dezembro de 1925, toma posse como Presidente do Conselho do 23.º governo desde 1920, era claro que a Primeira República vivia os seus últimos dias, já que todos os sectores de opinião, incluindo os velhos republicanos e os democratas e socialistas, aspiravam por estabilidade e segurança. Esse sentimento era agudizado pelo reconhecimento que, um pouco por toda a Europa, as forças pró-ordem pública cresciam e na vizinha Espanha a ditadura de Miguel Primo de Rivera, depois da vitória de Alhucemas e da criação do Directório Civil, parecia ter êxito crescente, servindo de exemplo para a ansiada regeneração nacional.
As tentativas de golpe militar sucedem-se, e logo a 1 de Fevereiro de 1926, em Almada, nova tentativa, agora encabeçada por Martins Júnior e e pelo antigo Ministro da Instrução Pública Manuel de Lacerda de Almeida. Os convites a Gomes da Costa para encabeçar a regeneração nacional já vinham do princípio do ano anterior e adivinha-se a sua presença crescente nas movimentações. Crescia o desejo de que ele fosse, finalmente, o chefe ansiado.

## O movimento do 28 de Maio
O golpe de Estado de 28 de Maio de 1926 iniciou-se como mais um levantamento, dos muitos que já tinham surgido no seio da Primeira República Portuguesa, coincidindo com um momento crítico para o governo presidido por António Maria da Silva. Embaraçado pela crónica má gestão do monopólio dos tabacos, um problema que já afligia os governos portugueses desde a fase final da monarquia constitucional, o governo decidira a 25 de Maio deixar de representar-se na Câmara dos Deputados, cortando os últimos laços com a legitimidade parlamentar. Como afirma um observador da política da época: o governo, inegavelmente, saía mal ferido da contenda, porque diminuído no seu prestígio. Mas o parlamento dir-se-ia quisera suicidar-se.
No ambiente de frenética intriga política que se vivia, os boatos de golpe desde há muito que corriam, sendo seguro que existiam múltiplos convites ao general Gomes da Costa para este dirigir um golpe, como sempre regenerador, que salvasse a Pátria.
Como entretanto em Braga se preparava para o dia 28 de Maio um Congresso Mariano, que congregaria naquela cidade as principais figuras do conservadorismo católico, entre as quais Cunha Leal, quando se soube que Gomes da Costa tinha para ali partido, ficou claro que o golpe estava iminente e que o seu epicentro seria naquela cidade.
Preparando o terreno, Cunha Leal logo no dia 27 organiza em Braga um almoço com apoiantes e discursa no Bom Jesus, criticando severamente o Partido Democrático que acusa de outrora ser obediente à ameaça do chicote de nove rabos do Dr. Afonso Costa, mas que então já nem sequer tinha um chefe e é um instituto tresmalhado. Quanto ao que restava do campo nacionalista, afirma que nem toda a mole ambição do sr. Ginestal Machado, nem todas as intrigas do sr. Pedro Pita, nem todo o maquiavelismo do sr. Tamagnini Barbosa são susceptíveis de inspirar confiança à nação, sendo um mero organismo parasitário. É neste dia, depois deste discurso inflamado, que chega à cidade, pelas 22:00 horas, o general Gomes da Costa, vindo expressamente para assumir o comando do golpe.
Conforme havia sido acordado, logo no dia imediato, 28 de Maio de 1926, pelas 6h00 da manhã, inicia-se a sublevação militar, com acompanhamento e apoio civil, incluindo do operariado da região, organizando-se uma coluna que marcha sobre Lisboa. Coincidência, ou talvez não, na organização e na forma de mobilização há muitos traços comuns com a marcha sobre Roma, que a 28 de Outubro de 1922, pouco mais de três anos antes, levara à institucionalização do fascismo em Itália.
Seguindo o tradicional modelo do golpismo militar português, a partir de um pronunciamento fora da capital, neste caso em Braga, o movimento repercute-se por todo o país com um grande número de unidades militares a proclamar logo nesse dia e ainda maior número no dia seguinte, 29 de Maio, a sua adesão ao golpe. Em Lisboa, verdadeiro alvo do movimento, uma Junta de Salvação Pública lança um manifesto que Mendes Cabeçadas se apressa a entregar a Bernardino Machado, o cada vez mais isolado Presidente da República.
Logo a 29 de Maio, a guarnição de Lisboa adere em massa ao golpe de Gomes da Costa, já sob a liderança de Mendes Cabeçadas, que com Armando Humberto da Gama Ochoa, Jaime Baptista e Carlos Vilhena formam a revolucionária Junta de Salvação Pública. Nesse mesmo dia os sublevados obtêm o apoio de João Maria Ferreira do Amaral, o temido comandante da polícia da capital. Nessa tarde, isolado e sem meios ou vontade de resistência, o governo de António Maria da Silva apresenta a sua demissão a Bernardino Machado.
Consumada a demissão do governo, a 30 de Maio Bernardino Machado convida Mendes Cabeçadas a formar governo. Este aceita e assume as funções de presidente do Ministério, acumulando interinamente todas as outras pastas. Igualmente nesse dia, João Maria Ferreira do Amaral é nomeado governador civil de Lisboa, consolidando a tomada efectiva do poder na capital. Perante a estabilidade conseguida e ultrapassado o risco de confrontos, Gomes da Costa dá ordem a todas as forças militares golpistas disponíveis para avançarem sobre Lisboa. Estava concluída a fase militar do pronunciamento.
A vertente civil prosseguiu com igual celeridade: nomeado o governo, a 31 de Maio Mendes Cabeçadas manda expedir, significativamente através da secretaria do Ministério da Guerra, a ordem para se encerrar o Congresso da República. Era o fim oficial do parlamentarismo português. Perante a afronta, isolado e sem meios de resistência, nesse mesmo dia Bernardino Machado resigna, entregando a chefia do Estado a Mendes Cabeçadas.
Nesse mesmo dia, numa declaração que retrata bem o espírito que se instalara em Lisboa, o major Ribeiro de Carvalho, apelava na imprensa a que se repetisse o modelo da Regeneração de 1851, com uma política ampla e de generosa conciliação nacional, ao mesmo tempo que salientava que a vitória da revolução é, antes de mais nada, um triunfo da opinião pública. Os revoltosos venceram porque ninguém estava disposto a sacrificar-se por um governo que não traduzia os votos da nação.

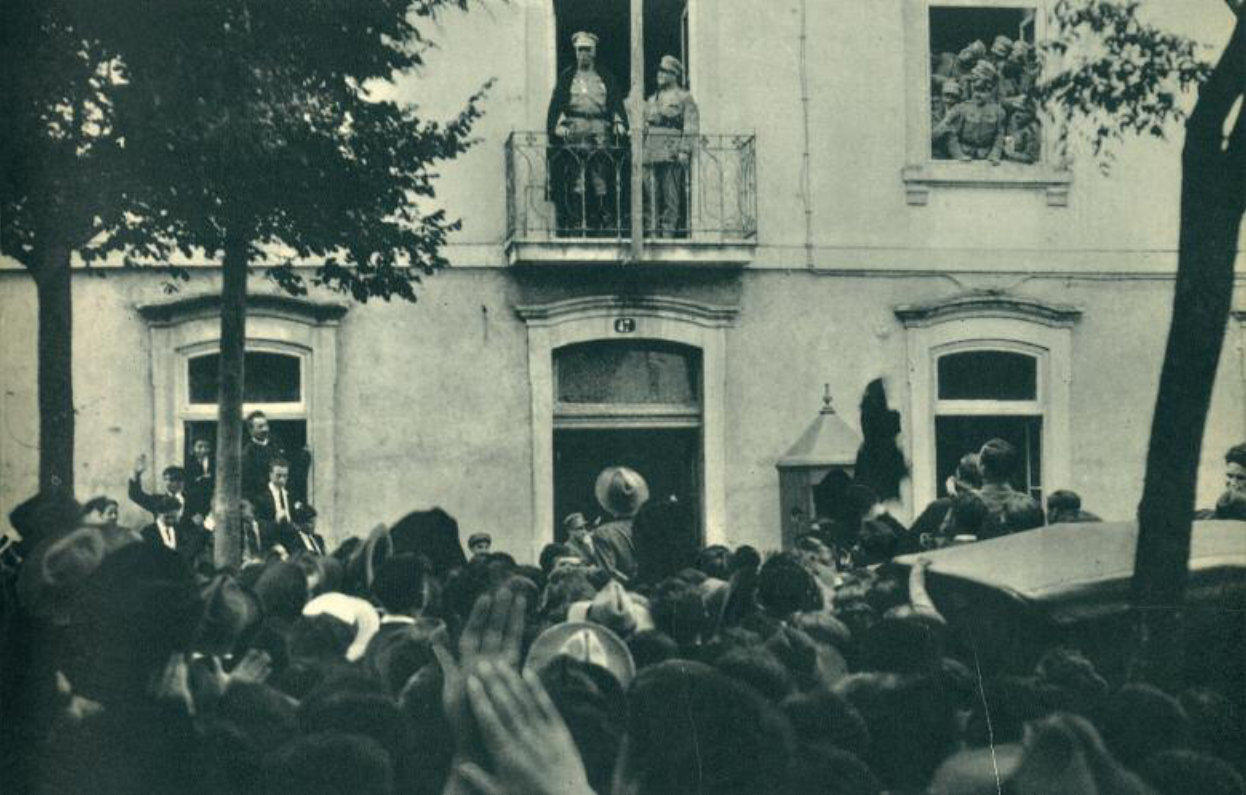
Gomes da Costa é aclamado por populares na varanda do Governo Civil de Coimbra, em Junho de 1926

Aparentando não ter um projecto claro de tomada do poder, o general Gomes da Costa, ainda em Coimbra na sua marcha sobre Lisboa, anuncia a 1 de Junho a formação de um triunvirato por si presidido, incluindo Mendes Cabeçadas e Armando Humberto da Gama Ochoa. Contudo, numa primeira cisão, Gama Ochoa retira-se, recusando a solução.
Entretanto, de vulgar golpe militar, o movimento iniciado a 28 de Maio tinha-se transformado numa vastíssima coligação mestiça de republicanos conservadores, monárquicos e nacionalistas revolucionários com um núcleo de jovens oficiais, apoiado e aceite por todos os sectores sociais e pela esmagadora maioria dos portugueses. A 3 de Junho as tropas de Gomes da Costa chegaram a Sacavém de comboio e entraram em Lisboa sem sabotagens, nem resistência. Gomes da Costa prefere aguardar a formação de governo estável e a preparação de uma marcha triunfal antes de entrar em Lisboa e dirige-se para a Amadora, onde permanece com o seu estado-maior.
Entretanto, nesse mesmo dia 3 de Junho, em Lisboa Mendes Cabeçadas organiza o novo governo, entregando a Gomes da Costa as pastas da Guerra e interino da Marinha e Colónias. Para as Finanças escolhe António de Oliveira Salazar, para a Instrução Pública, Joaquim Mendes dos Remédios, para a Agricultura, Ezequiel Pereira de Campos e para a Justiça, Manuel Rodrigues Júnior. Três dos ministros escolhidos (Mendes dos Remédios, Manuel Rodrigues e Oliveira Salazar) são professores da Universidade de Coimbra, tendo por isso ficado jocosamente conhecidos pela Tuna de Coimbra.
Mas a incerteza é grande, estando cada vez mais clara que a solução bicéfala Gomes da Costa-Mendes Cabeçadas é insustentável. Daí que os ministros da Tuna de Coimbra decidam, a 4 de Junho, fazer uma primeira paragem na Amadora, onde permanece Gomes da Costa, para conhecerem a real intenção do novo poder. Desse encontro resulta que Mendes dos Remédios e Manuel Rodrigues prosseguem para Lisboa e tomam posse, mas Oliveira Salazar, mais timorato, volta para Coimbra no dia seguinte.
Preparado cenário, a 7 de Junho o general Gomes da Costa toma posse das pastas para que fora nomeado e comanda um impressionante desfile militar de vitória ao longo da Avenida da Liberdade. Desfilam 15 000 homens perante o aplauso de centenas de milhar de pessoas. Está terminada a marcha sobre Lisboa e o novo poder está completo nas suas vertentes militar e civil.

### A estabilização no poder e as lutas fratricidas
As consequências da estrutura bicéfala do poder e excessiva abrangência da coligação mestiça não permitiam uma agenda comum. O governo presidido por Mendes Cabeçadas, que era simultaneamente o chefe de Estado, já que fora nele que resignara Bernardino Machado, não era compatível com a liderança real, ou pelo menos esperada, do general Gomes da Costa, o herói do 28 de Maio e o comandante da Parada da Vitória que tinha percorrido a Avenida da República a 7 de Junho. Daí que as tensões e as lutas fratricidas entre os novos senhores do poder não se fizessem esperar.
Desde logo Mendes Cabeçadas, revolucionário de uma linha moderada, julgava ainda ser possível constituir um governo que não pusesse em causa o regime constitucional, mas apenas livrasse Portugal da nefasta influência do Partido Democrático. No entanto, os demais líderes do movimento, entre os quais Gomes da Costa e Óscar Carmona, julgavam-no como sendo incapaz de liderar a desejada regeneração e, no fundo, o último vestígio do regime constitucional da Primeira República. Foi assim que após uma reunião dos revoltosos no seu quartel-general em Sacavém, realizada a 17 de Junho de 1926, o comandante Mendes Cabeçadas foi forçado a renunciar às funções de Presidente da República e de Presidente do Ministérios a favor do general Gomes da Costa. Era um golpe palaciano que punha fim à bicefalia do novo regime e dava novo passo em direcção à direita conservadora, afastando-o mais da herança parlamentar do regime anterior. Mendes Cabeçadas parte para o exílio.
Nesse mesmo dia 17 de Junho Gomes da Costa toma posse como Chefe de Estado e como Presidente do Ministério, assumindo interinamente todas as pastas. Esta solução leva a que logo a 19 de Junho seja formado um novo Ministério, presidido por Gomes da Costa, tendo como ministros no Interior, António Claro, nas Finanças, Filomeno da Câmara de Melo Cabral, na Marinha e Colónias, Gama Ochoa, na Instrução Pública, Artur Ricardo Jorge, na Justiça, Manuel Rodrigues Júnior e nos Negócios Estrangeiros, António Óscar de Fragoso Carmona.
Apesar da constituição de novo governo e do afastamento de Mendes Cabeçadas, a instabilidade cresce e logo a 6 de Julho dá-se uma remodelação do gabinete, com Gomes da Costa a assumir a pasta do Interior, Martinho Nobre de Melo a dos Negócios Estrangeiros, e, por apenas algumas horas, João de Almeida na Marinha e Colónias. A remodelação falha e cria-se um corrupio de nomeações e demissões que leva algumas horas mais tarde, a nova recomposição, com a substituição de António Claro, Óscar Carmona e Gama Ochoa, logo substituídos por Gomes da Costa, Martinho Nobre de Melo e João de Almeida.
Esta trapalhada governativa leva a que os ministros não atingidos pela recomposição, à excepção de Filomeno da Câmara, se declarem solidários com os restantes e o governo efectivamente colapsa. As forças mais conservadoras, agora lideradas por Óscar Carmona, assumem a liderança e a 8 de Julho o general Gomes da Costa é feito prisioneiro no Palácio de Belém, sendo posteriormente transferido para Caxias e Cascais, onde aguarda, sob prisão, a sua deportação para Angra do Heroísmo, nos Açores. A revolução acabava de destruir o seu principal obreiro e criador.
A 9 de Julho é a vez de António Óscar Fragoso Carmona formar governo, no qual acumula a Presidência do Conselho com a pasta da Guerra. Pouco mais de um mês depois da revolta, o 28 de Maio encontra finalmente uma linha de força no grupo conservador e nacionalista liderado por Óscar Carmona. A coligação mestiça entra num processo de rápida perda de abrangência e começam a predominar os que sonham imitar a experiência de Primo de Rivera e o fascismo mussoliniano. Apesar disso, tudo ainda era possível: desde um regresso mais ou menos musculado à ordem republicana até à própria instauração de um novo regime, já que o regime ainda se resumia a uma ditadura militar periclitante, à mercê de todas as conspirações e golpes.
A primeira intentona dá-se a 11 de Julho, a partir de Chaves, com a sublevação do capitão Alfredo Chaves, a qual foi prontamente jugulada. No mesmo dia, Gomes da Costa parte para o exílio em Angra do Heroísmo. Fechava-se o ciclo, e o a partir daí o regime caminharia inevitavelmente para a direita, para a censura e para a progressiva supressão das liberdades cívicas que ainda sobreviviam. Os democratas e a esquerda radical ficavam reduzidos ao reviralho e aí permaneceriam até 1974.

## O Reviralho
Ficou conhecido como Reviralho, ou Reviralhismo, o conjunto de movimentos resultantes directa e indirectamente da acção política desenvolvida pela oposição republicana, democrática e liberal, entre os anos de 1926 e 1940.
Neste período, mas mais fortemente entre 1926 e 1931, enquanto o ímpeto insurreccional da década anterior não se esbatia e a ditadura não ganhava raízes, o Reviralhismo constituiu-se como a mais importante frente de combate à Ditadura Nacional e, depois de 1933, ao nascente Estado Novo.
Depois de 1931, o reviralhismo foi perdendo força, acabando por desaparecer a partir de 1940, em parte devido à consolidação do Estado Novo e em parte devido ao ambiente social e político criado pela Guerra Civil de Espanha e pelo advento da Segunda Guerra Mundial, o qual desaconselhava aventuras insurreccionais. Outro forte contributo para o termo do reviralhismo resultou do repatriamento, em 1939 e 1940, dos principais líderes reviralhistas, em particular dos que se haviam fixado em Paris e que agora eram obrigados a capitular e regressar a Portugal face ao alastrar da guerra na Europa.
Com o fim do reviralhismo entrou-se num longo período de estabilidade político-institucional que apenas seria quebrado pelos acontecimentos que levaram ao 25 de Abril de 1974.

## Da Ditadura Nacional ao Estado Novo
Consolidada a vitória do golpe, as forças vitoriosas, comandadas pelo general Gomes da Costa montado no seu cavalo, desfilam a 6 de Junho de 1926 pela Avenida da Liberdade, em Lisboa. Recebem então o aplauso da esmagadora maioria dos lisboetas, cansados da instabilidade e traumatizados pelos constantes golpes e contragolpes e pelos atentados terroristas que ao longo de toda a década se tinham sucedido a um ritmo alucinante. Era mais uma vez a recorrente regeneração nacional que se perfilhava no horizonte qual luz ao fim do túnel em que a desacreditada Primeira República Portuguesa desembocara.
Em consonância com os tempos que se viviam na Europa, o novo poder assumiu-se como antiparlamentar, atribuindo as culpas do caos que se instalara no país à política partidária e ao jogo do parlamentarismo. Assim, assume-se como uma ditadura militar, que em pouco tempo se passou, em desafio claro ao parlamentarismo democrático, a autodenominar a Ditadura Nacional, encarnando um regime militar progressivamente mais autoritário.
Numa das suas primeiras medidas, o general Gomes da Costa dissolveu o parlamento, instituição então muito vilipendiada e acusada de ser principal causador da instabilidade política, e suspendeu as liberdades políticas e individuais. No entanto, a nova ditadura era instável porque o movimento militar não tinha projecto político definido e não conseguiu resolver os problemas económicos.
Para resolver a situação económico-financeira, o novo regime, em 1928, convidou o professor coimbrão António de Oliveira Salazar para assumir as funções de Ministro das Finanças. Salazar passou a anunciar um milagre financeiro, com o equilíbrio das finanças públicas e estabilidade do Escudo português, ganhando um progressivo domínio sobre a estrutura política, e depois militar, do novo regime. Em consequência, foi nomeado Presidente do Conselho de Ministros (Primeiro-Ministro), em 1932. Com esta nomeação, em linha com o crescente peso do nacionalismo e do fascismo na Europa, o regime foi-se estabilizando e ganhando um pendor cada vez mais autoritário e repressivo, organizando-se como um Estado corporativista.
Foi assim que iniciado como mais um levantamento no seio da Primeira República Portuguesa, o golpe de 28 de Maio de 1926 veio originar o Estado Novo, um sistema político autoritário, antidemoliberal e anticomunista, nacionalista e corporativista, no contexto de uma lógica formalmente republicana que era concretizada, no dizer do manifesto da União Nacional de 1930, na ideia de uma República Nacional e Corporativa.
A transição completou-se com a aprovação da Constituição de 1933, a qual institucionalizou o Estado Novo, o herdeiro natural de Revolução Nacional, nome pelo qual o golpe de Estado do 28 de Maio de 1926 foi rebaptizado, regime que se manteria com poucas mudanças até à Revolução dos Cravos de 25 de Abril de 1974.